# رأس البسيط
رأس البسيط مصيف ومنتجع ساحلي في سوريا، يعد من أجمل شواطئ البحر المتوسط يبعد عن مدينة اللاذقية بحدود 60 كيلو متر، المنطقة عبارة عن جرف ساحلي واسع نصف دائري تحيط به الجبال العالية، وتغطي المنطقة بالكامل الغابات من قمم الجبال حتى الشواطئ>>> الغابات السورية.

## السياحة في رأس البسيط

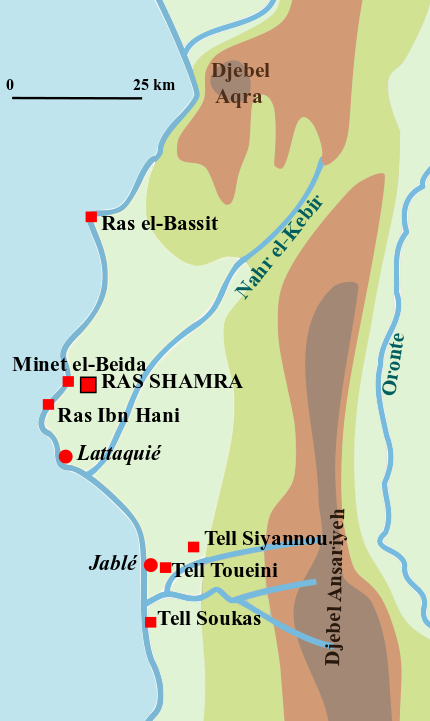
رأس البسيط على خريطة المواقع في مملكة أوغاريت

المنطقة تتمتع بجمال وطبيعة ساحرة، يوجد مجموعة من الشاليهات والفنادق والشواطئ المجهزة، ومجموعة من المخيمات داخل الغابات الرائعة وأشجار السنديان والصنوبر الباسقة، المياه عادة ماتكون هادئة في هذه الشواطئ وهي تصلح للتزلج على الماء وللزوراق والنشاطات البحرية.

## الطريق إلى رأس البسيط
في الطريق المنطلق من مدينة اللاذقية باتجاه مصيف ومنتجع رأس البسيط على البحر المتوسط هي رحلة من رحلات الاساطير ومتعة بحد ذاتها، على امتداد الطريق عبر الجبال الساحلية السورية والبساتين الغناء و الغابات المتوسطية الغابات السورية الكثيفة الممتدة على مستويين أو ثلاثة مستويات، كلما تقدمت أنت تجتاز بساتين وبساتين وغابات وغابات وامامك الجبال المغطاة بالخضرة وتمر عبر غابات كثيرة ستدهشك بروعتها وجمالها.
ستجد في الطريق إلى منتجع البسيط أو رأس البسيط جبال كثيرة وغابات كثيرة اشجار صنوبر وسنديان وغيرها في الطريق ستجد الكثير من المناظر المدهشة الساحرة بجمالها وأماكن لم ترَ مثيل لها انها روعة من روائع الطبيعة في سوريا ، يندر بك الطريق من البحيرة في طريقك الجبلي إلى أن تصل إلى منطقة رأس البسيط لتجد امامك الجون أو الخليج المحاط بالجبال والغابات والمخيمات والشاليهات المعدة للاصطياف والحانات والمحلات والفنادق والمطاعم في المنتجع .